# Il mammone
Il mammone è un film del 2022 diretto da Giovanni Bognetti. Il film è il remake della pellicola francese Tanguy.

## Trama
Aldo è il figlio unico di Piero ed Anna che, nonostante i suoi 35 anni e una carriera ben avviata come professore universitario ed innumerevoli occasioni di lavoro all'estero, vive ancora  con i suoi genitori.
I genitori, esasperati dalla presenza del figlio in casa, decidono di fare in modo che rinunci a tutti i suoi privilegi domestici e finalmente si trovi una casa dove andare a vivere da solo.

## Distribuzione
Il film è stato distribuito nelle sale cinematografiche italiane dal 3 agosto 2022.
Successivamente il film è stato distribuito sulla piattaforma Sky Cinema ed On Demand su Now Tv dal 7 novembre 2022.